# Манганарі Михайло Павлович

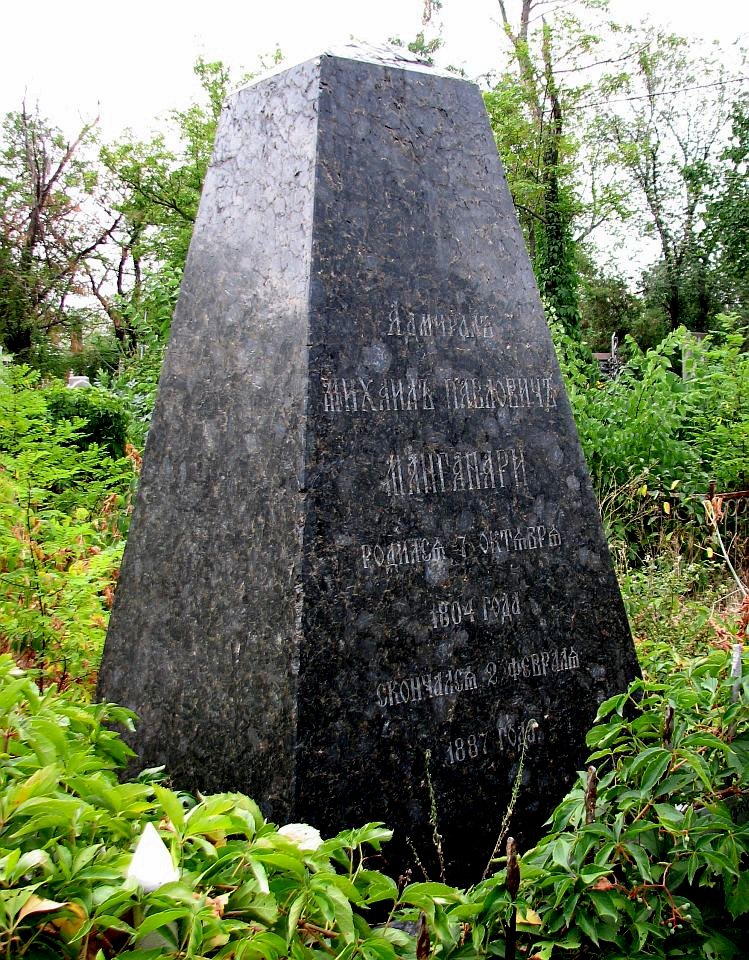
Пам'ятник Михайлу Манганарі на Миколаївському некрополі

Миха́йло Па́влович Мангана́рі (нар. 6 (18) жовтня 1804, Євпаторія, Російська імперія — пом. 3 (15) лютого 1887, Миколаїв) — російський адмірал (1876), гідрограф, головний командир Миколаївського порту у 1863—1873 рр., головний командир Чорноморського флоту і портів та військовий губернатор Миколаєва у 1881—1882 рр.

## Життєпис
Народився в родині грецьких емігрантів.
У 1815 році вступив на Чорноморський флот гардемарином. Через 5 років отримав чин мічмана.
Учасник Російсько-турецької війни 1828—1829 років. Початок війни зустрів лейтенантом на фрегаті «Рафаїл».
Особливо відзначився під час нічного бою 27 липня 1828 року поблизу Варни, коли загін російських гребних суден під командуванням капітана В. І. Меліхова переміг турецьку флотилію і на буксирі доправив її до своєї ескадри. В цьому бою отримав кульове поранення в груди, за що нагороджений орденом Святого Георгія IV ступеня.
У подальшому на кораблі «Пармен» брав участь в осаді і захопленні Варни, в складі ескадри контр-адмірала І. С. Скаловського крейсував біля анатолійських берегів. За знищення поблизу фортеці Пендераклія кількох турецьких військових суден нагороджений орденом Святого князя Володимира IV ступеня «з бантом».
Після закінчення війни присвятив себе гідрографії. Займався описом узбережжя Чорного та Азовського морів. У 1832 році склав «Частную карту залива Новоногайска в Азовском море» (Новоногайськом тоді називалося поселення біля узбережжя Бердянської затоки), а у 1833 році підготував опубліковану в 1841 році «Генеральную карту Азовского моря и рейд Бердянский». В січні 1837 року отримав звання капітан-лейтенанта.
У 1838 році, як командир пароплава «Колхіда», а згодом шхуни «Забіяка», вів бойове крейсерство поблизу абхазьких берегів. Одночасно здійснював проміри морських глибин. У 1942 році нагороджений орденом Святого Станіслава ІІ ступеня.
У 1845—1848 роках за згоди турецького султана очолював гідрографічну експедицію, яка на корветі «Гюлі-Сефід» і шхуні «Містика» досліджувала дно Мармурового моря від Босфору до Дарданел. За результатами експедиції було складено топографічні мапи всього моря і його проток, а також видана перша лоція Мармурового моря.
У 1850—1853 роках М. П. Манганарі перебував у Петербурзі при гідрографічному департаменті Морського міністерства, де йшов друк мап Мармурового моря.
У 1853 році призначений керуючим Чорноморською штурманською ротою. 8 вересня 1853 року отримав звання контр-адмірала.
У 1862 році М. П. Манганарі нагороджений орденом Святого Володимира ІІІ ступеня «з мечами» й призначений у Чорноморську флотилію.
У 1863—1873 роках виконував обов'язки командира Севастопольського й головного командира Миколаївського портів. 1 січня 1864 року Михайлу Павловичу присвоєно звання віце-адмірала.
У 1873—1875 роках, за відсутності віце-адмірала М. А. Аркаса, відкликаного до Петербурга, виконував обов'язки головного командира Чорноморського флоту і портів.
1 січня 1881 року адмірал М. П. Манганарі призначений командиром Чорноморського флоту і портів та військовим губернатором міста Миколаєва.
В січні 1882 року виїхав до Петербурга, де став членом Адміралтейської ради Росії.
Помер в лютому 1887 року. Похований на міському цвинтарі в Миколаєві.

## Нагороди
- Орден святого Георгія IV ступеня (1828);
- Орден Святого князя Володимира III ступеня з мечами (1862);
- Орден Святого князя Володимира IV ступеня з бантом (1829);
- Орден Святої Анни I ступеня (1871);
- Орден святого Станіслава I ступеня (1866);
- Орден святого Станіслава II ступеня (1842).

## Пам'ять
За значні заслуги перед містом Миколаєвом, ще за життя М. П. Манганарі, колишньому Пролетарському скверу перед заводоуправлінням Миколаївського суднобудівного заводу постановою міської Ради повернута назва — Манганаріївський сквер.
У Севастополі ім'ям Манганарі названо мис, що розділяє Комишову і Козачу бухти.